# Zhan Wang (Schauspieler)
Zhan Wang (chinesisch 展望, Pinyin Zhǎn Wàng) ist ein US-amerikanischer Schauspieler und Synchronsprecher, der überwiegend in Kurzfilmen mitwirkt.

## Leben
Wang, der chinesischer Abstammung ist, ist seit 2016 in verschiedenen Film- und Serienproduktionen zu sehen. 2018 stellte er in zwei Episoden der Fernsehserie Legion die Rolle des Giggling Monk dar. 2019 spielte er im Film PULSE – Schlag gegen die Freiheit die Rolle des Jiverly. Im selben Jahr verkörperte er die Rolle des Yu Cheng im Kurzfilm The Five Minutes, der am 18. Oktober 2019 auf dem San Diego International Film Festival gezeigt wurde. 2020 hatte er eine Episodenrolle in der Fernsehserie Project Blue Book inne. 2021 spielte er die Rolle des Antagonisten Captain Ping im Tierhorrorfilm Megalodon Rising – Dieses Mal kommt er nicht allein, der später im Film hilft, die Bedrohung durch Megalodons abzuwenden. Im selben Jahr spielte er in zwei Episoden der Fernsehserie Goliath sowie im Tierhorrorfilm Swim – Schwimm um dein Leben! mit. 2022 hatte er eine Nebenrolle in Babylon – Rausch der Ekstase inne.

## Filmografie (Auswahl)

### Schauspiel
- 2016: The Verdict with Judge Hatchett (Fernsehserie)
- 2017: Emma and the Butt (Kurzfilm)
- 2017: Fang Sheng (Kurzfilm)
- 2018: Where Dreams Rest
- 2018: Legion (Fernsehserie, 2 Episoden)
- 2018: The Shuttle (Kurzfilm)
- 2018: Narrow Aisles (Kurzfilm)
- 2018: Li Shan (Kurzfilm)
- 2018: Wallfacer (Kurzfilm)
- 2018: The Last Ripe Hass (Kurzfilm)
- 2018: Good Friend from the West (Kurzfilm)
- 2019: English Lessons (Kurzfilm)
- 2019: Empty Skies (Kurzfilm)
- 2019: Fireworks (Kurzfilm)
- 2019: The Way Home (Kurzfilm)
- 2019: PULSE – Schlag gegen die Freiheit (Where We Go from Here)
- 2019: The Five Minutes (Kurzfilm)
- 2019: Jackets for Butterflies (Kurzfilm)
- 2019: Ge Ai
- 2019: High Strung (Kurzfilm)
- 2020: Project Blue Book (Fernsehserie, Episode 2x10)
- 2020: After the Reign
- 2020: One Meal
- 2020: A Young Tough (Kurzfilm)
- 2021: Signal (Kurzfilm)
- 2021: Swim – Schwimm um dein Leben! (Swim)
- 2021: Megalodon Rising – Dieses Mal kommt er nicht allein (Megalodon Rising)
- 2021: Goliath (Fernsehserie, 2 Episoden)
- 2021: Nights and Days in America (Kurzfilm)
- 2021: Before Night Shift (Kurzfilm)
- 2022: Wei-Lai (Kurzfilm)
- 2022: Letters to the Wind (Kurzfilm)
- 2022: Two Graves (Kurzfilm)
- 2022: Guanyin Can’t Help (Kurzfilm)
- 2022: Reconnect (Kurzfilm)
- 2022: The Powers that Be (Kurzfilm)
- 2022: Tian Hei Hei (Kurzfilm)
- 2022: Babylon – Rausch der Ekstase (Babylon)
- 2022: Paper UFOs (Kurzfilm)
- 2022: Cash Only (Kurzfilm)
- 2023: Winter in LA
- 2023: Angel Prime: An Alpha War Story (Kurzfilm)
- 2023: Midnight Noon (Kurzfilm)
- 2023: Reconnect (Kurzfilm)
- 2023: Letters to the Wind (Kurzfilm)
- 2023: Trenchez
- 2024: The Brothers Sun (Fernsehserie, 4 Episoden)
- 2024: Prepare to Die
- 2024: Expats (Miniserie, Episode 1x04)
- 2024: Shimmer, Inspired by Eva Young (Kurzfilm)
- 2024: Ape X Mecha Ape: New World Order
- 2024: The Sympathizer (Miniserie, Episode 1x03)
- 2024: Echoes (Kurzfilm)
- 2024: Sweetwater Aquarium (Kurzfilm)
- 2024: Koi (Kurzfilm)
- 2024: The Shadow in my Mind (Kurzfilm)

### Synchronisationen
- 2018: Echo (Kurzfilm)